# منطقه ویژه اقتصادی بندر شهید رجایی
بندر شهید رجایی یا  منطقه ویژه اقتصادی بندر شهید رجایی بندری تجاری صنعتی در شهرستان بندرعباس مرکز استان هرمزگان است.

## تاریخچه
طرح و احداث مجتمع بندری بندرعباس در مرکز استان هرمزگان از مصوبات شورای عالی اقتصاد در سال‌ ۱۳۴۹ بود. زمانی که شاه درصدد برآمد، در کنار احداث نیروگاه برق، کارخانه فولاد و خطوط ریلی، بندری نیز در غرب شهرستان بندرعباس و جنب روستای خونسرخ و جمال‌احمد احداث کند. این مصوبه در سال ۴۹ با قراردادی با یک کنسرسیوم ایتالیایی به نام ایتالکو آغاز شد. از سال ۱۳۵۴ عملیات احداث آن کلید خورد، ولی پس از انقلاب اسلامی و بخاطر بمباران بندر شاهپور (بندر امام خمینی) توسط نیروهای عراقی، ایران بر ساخت این بندر به کنسرسیوم ایتالکو تأکید ویژه‌ای داشت. در سال ۱۳۶۳ به مرحله بهره برداری رسید.
اولین پایانه كانتینری این بندر مهم در سال ۱۳۷۱ به بهره برداری رسید و در سال ۱۳۷۶ بندر شهید رجایی تبدیل به منطقه ویژه اقتصادی شد.
در سالهای پس از پیروزی انقلاب اسلامی اقدام های قابل توجهی در جهت رشد و توسعه این بندر انجام شد و پروژه مرحله اول توسعه بندر در سال ۱۳۸۱ كلید خورد و سال ۸۶ به بهره برداری رسید.
در سال ۱۳۹۲ نیز بهره برداری از مرحله دوم توسعه بندر شهید رجایی آغاز شد كه با اجرای این مرحله ، ظرفیت كانتینری بندر شهید رجایی به حدود شش میلیون تی ای یو كانتیر رسید..

## مدیریت
مدیریت منطقه ویژه اقتصادی بندر شهید رجایی همزمان با مدیریت بنادر و دریانوردی استان هرمزگان بر عهده یک نفر می‌باشد که هم‌اکنون برعهده حسین عباس‌نژاد است.

## موقعیت جغرافیایی
این بندر در فاصله ۲۳ کیلومتری غرب بندرعباس مرکز استان هرمزگان واقع شده است.

## ویژگی‌ها
این بندر با بیش از ۲۴۰۰ هکتار وسعت (محدوده عملیاتی و پس کرانه)، ظرفیت پذیرش سالانه بیش از ۸۸ میلیون تن کالا را دارد. این بندر در سال ۲۰۱۲ با ۸۰ بندر جهان، تبادل کالا انجام می‌داد.
این بندر با برخورداری از ۱۸ دستگاه جرثقیل دروازه‌ای (گنتری کرین)، و حدود ۴۰ پست اسکله و با در اختیار داشتن بزرگ‌ترین و پیشرفته‌ترین پایانه‌های کانتینری کشور، توانایی پهلو دهی انواع کشتی‌های اقیانوس پیما را داراست. تا پیش از شروع تحریم‌های ایالات متحده آمریکا علیه این بندر (سال ۲۰۱۱ (میلادی)، ۳۰ خط کشتیرانی جهان، اقدام به تخلیه کالاهای خود در این بندر می‌نمودند.
در تازه‌ترین رتبه‌بندی برترین بنادر جهان که در سپتامبر ۲۰۱۳ منتشر شد، بندر شهید رجایی با چند پله سقوط نسبت به گذشته، در رتبه ۵۹ جهان قرار گرفت.
حسن روحانی در دیداری که در تاریخ ۸ اسفند ۱۳۹۲ از این مجتمع داشت، وعده داد با بهره‌برداری از چند فاز توسعه این بندر، حجم تبادل کالای این بندر تا پایان دولت یازدهم به ۱٫۵ میلیون کانتینر خواهد رسید.

## تحریم
با تحریم شرکت تایدواتر خاورمیانه در تاریخ ۲ تیر ۱۳۹۰ (۲۳ ژوئن ۲۰۱۱) که مسئول بارگیری و ترانزیت کالا در این بندر بود، این بندر عملاً از جرگه بنادر فعال در زمینه واردات کالا به ایران، خارج شده بود. با کنار گذاشتن این شرکت از فعالیت‌های این بندر، زمنیه تبادل کالا در این بندر از کشورهای خارجی به ایران، از ابتدای مرداد ۱۳۹۳ از سر گرفته شد.

## حوادث
حوالی ظهر روز شنبه ۶ اردیبهشت ۱۴۰۴، انفجاری شدید در محدوده بندر شهید رجایی واقع در بندرعباس رخ داد. این انفجار باعث تخریب ساختمان‌ها و تأسیسات صنعتی در مناطق غربی شهر بندرعباس شدو تعداد زیادی مصدوم و کشته به جا گذاشت.